# Schmitten im Taunus
Schmitten im Taunus (fino al 25 agosto 2021 Schmitten) è un comune tedesco di 9 563 abitanti,, situato nel land dell'Assia.

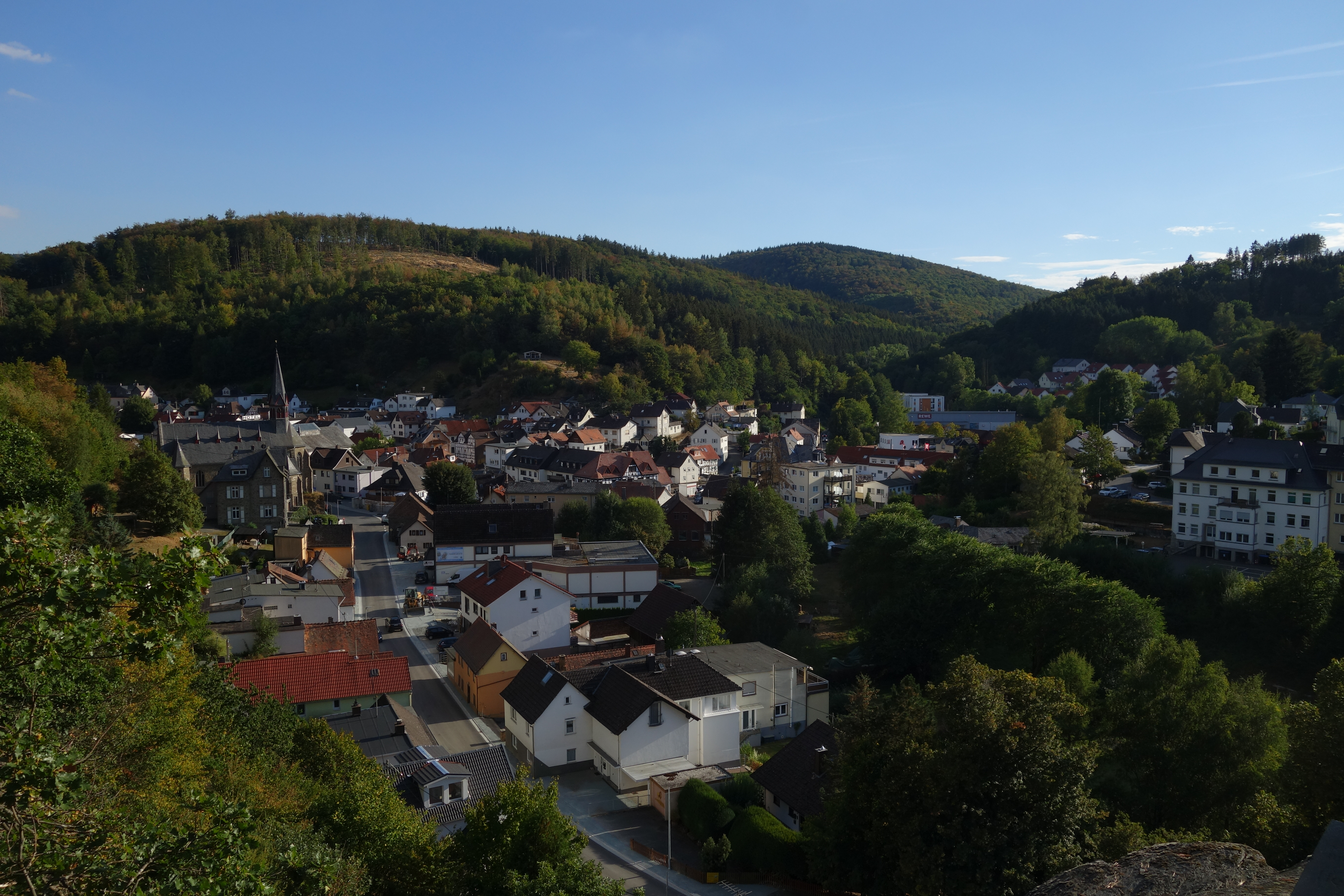
Vista su Schmitten